# Храм Светог великомученика Димитрија у насељу Поље, Дервента
Храм Светог великомученика Димитрија у насељу Поље, Дервента припада Епархији зворничко-тузланској Српске православне цркве. Епископ зворничко-тузлански Хризостом освештао је храм 30.априла 2017. године.
Градња храма почела је 2008. године на земљишту које је Цркви поклонило предузеће "Пољопривредник" из Дервенте, а темеље је освештао тадашњи епископ зворничко-тузлански Василије 10. маја 2009. године.
Храм је грађен прилогом мјештана Поља, привредника Дервенте, општине и Министарства за избјегла и расељена лица Републике Српске.За кума храма изабран је Зоран Кнежевић, којег је Српска православна црква одликовала орденом Светог краља Милутина за учињена дјела.